# Volksbühne Friedberg

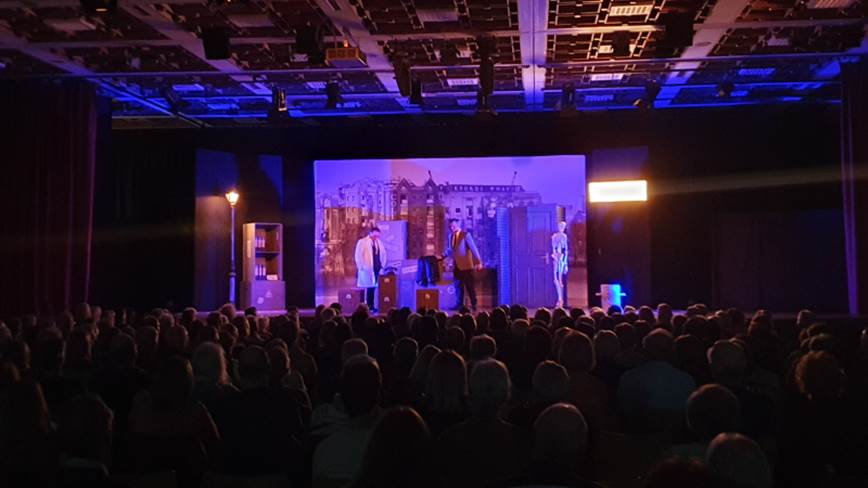
Eine Aufführung im Frühjahr 2024 in der Stadthalle Friedberg

Die Volksbühne Friedberg ist ein Verein in der Kreisstadt Friedberg (Hessen), der seit 1958 professionelle Theatergastspiele in der Stadt organisiert.

## Geschichte
Im November 1958 startete die Volksbühne mit einem Gastspiel der Komödie „Die Preußen kommen“. Seitdem standen zahlreiche Größen des deutschen Films und Theaters auf der Bühne in Friedberg. Will Quadflieg, Günther Strack, Götz George, Jürgen Prochnow, Ellen Schwiers, Marion Kracht, Martin Semmelrogge, Volker Lechtenbrink, Götz Otto, Ron Williams, Kalle Pohl sind einige von ihnen.
2019 befand sich dieser eingetragene Verein in Liquidation, da sich keine Nachfolger für den scheidenden Vorstand finden ließen. Durch eine Initiative von Bernd Baier und Marc Rohde konnte diese für die Wetterau bedeutende Kulturinstitution erhalten werden.